# Cible mouvante (roman)
Cible mouvante (titre original : The Moving Target) est un roman noir américain de Ross Macdonald paru en 1949. C'est le tout premier roman de la série ayant pour héros le détective privé Lew Archer.
En France, le roman est d'abord publié en 1954 dans une version tronquée sous le titre Il est passé par ici.
L'œuvre est adaptée au cinéma en 1966 par Jack Smight sous le titre Détective privé (Harper), avec Paul Newman dans le rôle du détective.

## Résumé
Lew Archer se rend à la superbe villa des Sampson. La belle mais invalide Mrs. Sampson l'accueille et lui demande de retrouver son mari, un magnat texan du pétrole qui a sombré dans l'alcoolisme et dont les escapades de quelques jours sont monnaie courante. Or, il n'est parti que la veille pour Los Angeles. Rien de plus normal que de s'éclipser de temps à autre, constate Archer, quand sa femme Elaine est une espèce de harpie handicapée, sa fille Miranda une délurée à moitié folle, et qu'un certain Alan Taggert, pilote d'avion, dont Ralph Sampson s'était fait un fils de substitution, un jeune homme sans scrupules qui entretient une relation trouble avec Miranda et fréquente les mafieux, les cocaïnomanes et autres déclassés de la société. Mais Archer comprend assez vite que la disparition de Sampson est cette fois-ci plus sérieuse, qu'il s'agit d'un cas d'enlèvement et que l'homme a peut-être été assassiné.  

## Éditions
Édition originale américaine
- (en) Ross Macdonald, The Moving Target, New York, Knopf, 1949 (OCLC 3682063)

Éditions françaises
- (fr) Ross Macdonald (auteur) et Igor B. Maslowski (traducteur), Il est passé par ici [« The Moving Target »], Paris, Presses de la Cité, coll. « Un mystère no 184 », 1954, 223 p. (BNF 32403291)
- (fr) Ross Macdonald (auteur) et Igor B. Maslowski (traducteur), Il est passé par ici [« The Moving Target »], Paris, J'ai lu, coll. « J'ai lu. Policier no 2246 », 1987, 220 p. (ISBN 2-277-22246-1, BNF 34971988)
- (fr) Ross Macdonald (auteur) et Igor B. Maslowski (traducteur) (trad. de l'anglais), Il est passé par ici [« The Moving Target »], Dans Polar des années cinquante, tome 3, Paris, Éditions Omnibus, 1997, 1091 p. (ISBN 2-258-04761-7, BNF 36169091)
- (fr) Ross Macdonald (auteur) et Igor B. Maslowski (traducteur) (trad. de l'anglais), Cible mouvante [« The Moving Target »], Paris, 10/18, coll. « Grands détectives no 2965 », 1998, 251 p. (ISBN 2-264-02735-5, BNF 36706059)
- (fr) Ross Macdonald (auteur) et Jacques Mailhos (traducteur) (trad. de l'anglais), Cible mouvante [« The Moving Target »], Paris, Éditions Gallmeister, coll. « Totem no 18 », 2012, 277 p. (ISBN 978-2-35178-518-8, BNF 42623408) Cette dernière traduction est la seule à donner le texte intégral auparavant largement tronqué dans la traduction française.

## Adaptation
- 1966 : Détective privé (Harper), film américain réalisé par Jack Smight, adaptation du roman Cible mouvante (1949), avec Paul Newman dans le rôle de Lew Archer, rebaptisé Lew Harper pour les besoins de la production.

## Sources
- Jean Tulard, Dictionnaire du roman policier : 1841-2005. Auteurs, personnages, œuvres, thèmes, collections, éditeurs, Paris, Fayard, 2005, 768 p. (ISBN 978-2-915793-51-2, OCLC 62533410), p. 366 (Notice Il est passé par ici / Harper, anciens titres français de Cible mouvante).